# ホンダ・RA165E
ホンダ・RA165Eは、本田技研工業（ホンダF1）が1985年のF1世界選手権向けに開発したレシプロエンジン。本記事では1986年以降に投入された同系列のエンジンにも触れる。

## 概要
ホンダは1983年にF1復帰を果たして以来、ビッグボア・ショートストロークのRA163E系列のエンジンでレースを戦ってきたが、燃費や出力の面でライバルに劣る上に信頼性も低く、エンジンのピストンやターボチャージャーのタービンなどが破損するトラブルに度々見舞われた。これらを解決すべく完全新設計されたのが本エンジンである。ターボチャージャーはRA163Eと同様にIHIから供給を受けた。
従来のRA163E系列が、元々F2用の自然吸気エンジンであるRA260Eを出自とするエンジンで、基本的に「エンジン単体で高出力を出し、ターボはおまけ」という設計思想だったのに対し、本系列は当初からターボとエンジンの組み合わせで出力を出す設計思想であった。当時ホンダF1の開発責任者だった桜井淑敏やチームメンバーの後藤治らは、F1の前にホンダ・シティ（初代）のエンジン開発に参加しており、その際にスモールボア・ロングストロークのエンジンにターボを組み合わせる経験をしていたため、本エンジンではその経験を活かし「燃焼室の形状を最適化して燃焼速度を上げる」ことを主眼に置いて開発を行った。ただRA163E系列は、当時桜井の上司だった川本信彦が中心になり設計したエンジンだったこともあり、川本からは「問題点が完全にはっきりするまでは既存エンジンの改良をやり尽くせ」との指示が出され、すぐに新設計のエンジンを投入することはできなかった。
また桜井らの設計思想は、一部のスタッフからは「川本の方針を全面否定したもので、川本の顔に泥を塗る行為である」と捉えられた。当時のホンダF1の現場メカニックには川本に心酔するものが多かったこともあり、実際に試作エンジンの組み立てを行う段階においてチーフメカニックが組立作業を拒否するという事件にまで発展し、開発作業が数ヶ月に渡りストップしてしまった。
結局本エンジンは、1985年4月に初のテスト走行を行い、出力・燃費ともに従来型より大きく改善されたことを確認。同年の第5戦・カナダグランプリからウィリアムズ・FW10に搭載されて実戦投入される。そして、投入2戦目となる第6戦・アメリカグランプリでケケ・ロズベルグが勝利を挙げた。ただシーズン中の急な投入だったため、予備エンジンの製造が間に合わず、エンジンを常時8基持ち込む完全な体制となったのは同年の第9戦・ドイツグランプリのことだった。シーズン中盤にはタイヤの異常摩耗に苦しんだものの、同年のシーズン終盤には3連勝を飾った。
1986年以降はさらにスモールボア・ロングストローク化が進み、1987年型ではエンジン出力は1000馬力を突破し、当時のライバルであるマクラーレンやフェラーリらを圧倒した。ただF1のレギュレーションにより、1988年を最後にターボエンジンの使用が禁止されたため、本系列のエンジンは同年のRA168Eを最後にF1から姿を消した。

## スペック
- エンジン形式：水冷V型6気筒DOHC24バルブ
- バンク角：80度
- 総排気量：1,498cc
- ボア×ストローク：82.0mm × 47.3mm（1986年以降は79.0mm × 50.8mm[6]）
- 圧縮比：非公表
- 最大出力：800PS以上/11,200rpm

## 搭載マシン
- ウィリアムズF1
  - FW10
  - FW11/FW11B
- チーム・ロータス
  - ロータス・99T

RA168Eについてはホンダ・RA168Eを参照。